# Kikis kleiner Lieferservice (2014)
Kikis kleiner Lieferservice ist eine Realverfilmung des gleichnamigen Buches der Kinderbuchautorin Eiko Kadono, das zuvor schon 1989 internationale Bekanntheit durch die gleichnamige Verfilmung Kikis kleiner Lieferservice erlangte.

## Inhalt
Die junge Nachwuchshexe Kiki wohnt noch bei ihren Eltern, ihrer Hexenmutter Koriki und ihrem gewöhnlichen, menschlichen Vater Okino. Doch mit ihrem 13. Geburtstag muss sich alles verändern. Ein altes Hexengesetz schreibt vor, dass sie in diesem Alter ihr liebevolles Zuhause verlassen muss, um ein ganzes Jahr als Hexe an einem fremden Ort zu leben. Auf ihrem Besen macht sie sich auf den Weg. Ihr schwarzer Kater Jiji darf sie begleiten. Nach Stunden des Fluges, über Land und Wasser, entdeckt sie eine am Meer liegende fremde Stadt. Eher unfreiwillig macht sie eine Zwischenlandung im dortigen Zoo, wo sie erkennen muss, das nicht jeder Einwohner Hexen mag. Doch bald darauf lernt Kiki die Bäckerin Osono kennen, die Kiki unter dem Dach ihrer Windmühle einen Wohnplatz zur Verfügung stellt. Als Nächstes muss Kiki noch ein Auskommen finden. Kiki kann mit ihrer Zauberkraft lediglich fliegen, was sie doch sehr gerne tut. Bestärkt von Osono, beschließt sie im verschlafenen Küstenstädtchen einen Luft-Lieferservice zu eröffnen. Zunächst will sie niemand beauftragen. Lediglich ein paar fliegereibesessene Jugendliche interessieren sich für sie. Aber Osono unterstützt Kiki weiter und langsam beginnt das Fluggeschäft zu laufen. Mit ihrer fröhlichen Art und ihrem Mut findet sie langsam Freunde. Aber dann wird sie von einer Jugendlichen, die sich für ihre Zauberkraft interessiert hatte, ausgenutzt. Sie erzählt anderen Jugendlichen, dass Kiki sie verfluchen kann. Um diesen Angst einzujagen, schickt sie Kiki zu ihnen mit einem vermeintlichen Fluchbrief. Als Kiki die Wahrheit erkennt, ist sie sehr enttäuscht und traurig.
Kurz darauf folgt der nächste Rückschlag. Im Fernsehen wird berichtet, dass ein Flusspferd aus dem Zoo, in dem Kiki bei ihrer Ankunft in der Stadt gelandet war, erkrankt ist. Es verbreitet sich das Gerücht, dass Kiki Menschen und Tiere verhexen und mit Flüchen belegen kann. Ihr Lieferservice kommt zum Erliegen. Der Argwohn und die Furcht der Einwohner belasten Kiki so stark, dass sie krank wird. Sie verliert ihren Mut und damit auch ihre Zauberkräfte. Der flugbegeisterte Junge namens Tombo bestärkt Kiki, sich selbst treu zu bleiben. Kiki beginnt ihre Selbstzweifel zu überwinden. Sie nimmt einen riskanten Auftrag des Zoodirektors an. Das erkrankte Nilpferdbaby Maruko soll von einem berühmten Tierarzt behandelt werden, der jedoch weit entfernt von der kleinen Stadt auf einer kleinen Insel lebt. Kiki fliegt trotz eines schweren Unwetters sofort los. Das verletzte Nilpferdbaby transportiert sie auf einer Bahre. Tombo, der sie während des Fluges ebenfalls begleitet, spornt sie fortwährend an. Unter ihnen droht die aufgewühlte See. Die Menschen der Stadt sitzen derweil gebannt am Radio, um Neuigkeiten von der Rettungsaktion zu erfahren. Letztlich erreichen Kiki und ihre Freunde die Insel, und der Doktor heilt mit wenigen Handgriffen geschwind das Nilpferd Maruko. Die Bevölkerung, die nach der Rettungsaktion begriffen hat, dass Kiki eine liebe Hexe ist, feiert sie und ihre Rettungsaktion zum Ende der Geschichte. Und schon bald danach ist Kikis Ausbildungsjahr fern der Heimat beendet, so dass sie sich als eine richtige Hexe bezeichnen kann.

## Hintergrund
Die Regie bei der Realverfilmung führte Takashi Shimizu, der zuvor durch mehrere Horrorfilme bekannt geworden war. Die Dreharbeiten für den Realfilm fanden 2013 auf der japanischen Insel Shōdoshima statt. Im Gegensatz zu den Machern des Anime-Films aus dem Jahr 1989 orientierte sich die Filmproduktion bei der Neuverfilmung offensichtlich strenger am Roman von Eiko Kadono und zog zudem deren weitere Bücher inhaltlich mit heran. Im Jahr 2014 wurde der Film in mehreren asiatischen Ländern in die Kinos gebracht. Laut IMDB wurde der Film 2014/15 weltweit vermarktet. Die Darstellerin der Kiki, Fūka Koshiba, erhielt für ihre Darstellung den japanischen Blue Ribbon Award als beste Nachwuchskünstlerin des Jahres 2015. In Deutschland wurde der Film im Januar 2015 auf DVD und Blu-ray veröffentlicht. Der Film wurde erstmals im deutschen Fernsehen am 6. April 2015 im ZDF ausgestrahlt. Am 26. September 2015 wurde der Film erstmals auf dem Fernsehsender KiKA gezeigt. Weitere Ausstrahlungen im KiKA erfolgten seitdem jährlich.